# Đại Việt
Đại Việt (大越, dobesedno Veliki Việt, pogosto znan kot Annam (vietnamsko An Nam, Chữ Hán: 安南)), je bila monarhija v jugovzhodni Aziji od 10. stoletja do začetka 19. stoletja v regiji današnjega Hanoja v severnem Vietnamu. Njeno prvotno ime Đại Cồ Việt je leta 968 določil vietnamski vladar Đinh Bộ Lĩnh, potem ko je končal anarhijo 12 vojskovodij, obveljalo pa je do začetka vladavine Lý Thánh Tônga (vladal 1054–1072), tretjega cesarja iz dinastije Lý. Đại Việt je trajal do vladavine Gia Longa (vladal 1802–1820), prvega cesarja iz dinastije Nguyễn, ko je bilo ime spremenjeno v Việt Nam.
Zgodovina Đại Việta je razdeljena na vladavino osmih dinastij: Đinh (968–980), zgodnji Lê (980–1009), Lý (1009–1226), Trần (1226–1400), Hồ (1400–1407) in pozni Lê (1428–1789); dinastija Mạc (1527–1677); in kratka dinastija Tây Sơn (1778–1802). Za kratek čas ga je prekinila dinastija Hồ (1400–1407), ki je za kratek čas spremenila ime države v Đại Ngu  in četrta doba severne dominacije (1407–1427), ko je regijo kot Jiaozhi upravljala dinastija Ming.:181   Zgodovino Đại Việta lahko prav tako razdelimo na dve obdobji: enotno cesarstvo, ki je trajalo od 960 do 1533, in razdrobljeno od 1533 do 1802, ko je bilo več kot ena dinastija in plemiški klani, ki so hkrati vladali iz svojih domenah. Od 13. do 18. stoletja so se meje Đại Việta razširile in zajele ozemlje, ki spominja na današnji Vietnam, ki leži ob Južnokitajskem morju od Tonkinškega do Tajskega zaliva.
Zgodnji Đại Việt se je pojavil v 960. letih kot dedna monarhija z mahajanskim budizmom kot državno vero in je trajal 6 stoletij. Od 16. stoletja je Đại Việt postopoma oslabel in se decentraliziral v več podkraljevin in domen, ki so jim hkrati vladale družine Lê, Mạc, Trịnh in Nguyễn. Za kratek čas so ga leta 1786 združili bratje Tây Sơn, ki so ga razdelili med seboj leta 1787. Po vojni Trịnh-Nguyễn, ki se je končala z zmago Nguyễnov in uničenjem Tây Sơnov, je bil Đại Việt ponovno združen, kar je končalo 300-letno razdrobljenost. Od leta 968 do 1804 je Đại Việt cvetel in pridobil pomembno moč v regiji. Država je počasi priključila ozemlja Champa in Kambodže ter razširila vietnamska ozemlja proti jugu in zahodu. Imperij Đại Việt je primarna predhodnica države Vietnam in osnova za njeno nacionalno zgodovinsko in kulturno identiteto.

## Zgodovina

### Izvor
Tisoč let je območju današnjega severnega Vietnama vladalo zaporedje kitajskih dinastij, kot so Nanyue, Giao Chỉ (交趾, Jiaozhi), Giao Châu (交州, Jiaozhou), Annan in Jinghai Circuit.
Starodavni severni Vietnam in zlasti delta Rdeče reke sta bila naseljena z različnimi etnolingvističnimi skupinami, ki so sestavljale današnje Hmong-Mien, Tibeto-Burman, Kra-Dai, avstroazijsko govoreča ljudstva. Zgodnje družbe so se tam pojavile in obstajale nekaj časa pred osvojitvijo Han leta 111 pr. n. št., kot sta Phùng Nguyên in kultura Đông Sơn. Obe sta se ukvarjali z metalurgijo in sofisticiranimi tehnikami litja brona. Kitajci so jih skupaj imenovali Yue in barbari in jih skupaj razumeli kot Nekitajce. Starodavna kitajska besedila ne dajejo nobenih razlik med posameznimi plemeni in ne navajajo natančno, s katerimi jeziki plemen so komunicirala v severnem Vietnamu. Vsa ljudstva, ki so živela pod upravo cesarstva, so se običajno imenovala »ljudje« (ren 人) ali »podložniki« (min 民). Za "Vietnamce" ni bilo nobene klasifikacije ali razlikovanja in ni verjetno identificirati ljudi kot take ali namigovati na sodobno etnično pripadnost starodavni. Zelo verjetno je, da so se te prepletene večjezične skupnosti morda razvile v današnji čas brez sodobne etnične zavesti, dokler kolonialna vlada in zaporedne vlade Republike Vietnam, Demokratične republike Vietnam in Socialistične republike Vietnam niso izvedle prizadevanj za etnično klasifikacijo, hkrati pa ohranjajo svojo nematerialno etnično identiteto, kot je kultura. V tem obdobju ni bilo obstojne "etnične vietnamske" identitete.
Uradni vietnamski zgodovinski učbeniki običajno predpostavljajo, da so bili prebivalci severnega Vietnama v času kitajske vladavine Việt/Yue. Yue so bile široke skupine nekitajskih južnih ljudstev, ki so vključevale veliko različnih etnolingvističnih skupin, ki so si delile določene običaje. Po izginotju Baiyue in Lac Viet iz kitajskih zapisov okoli 1. stoletja našega štetja so se v regiji morda pojavile nove avtohtone plemenske skupine pod imenom Li-Lao. Ljudstvo Li-Lao je bilo znano tudi po veliki tradiciji vlivanja bobnov. Vendar pa je kultura proizvajala bobne tipa Heger II, medtem ko je prejšnja kultura Đông Sơn iz Lac Vieta proizvajala bobne tipa Heger I.
Kultura Li Lao je cvetela od približno 200 do 750 našega štetja v današnji južni Kitajski in severnem Vietnamu. Ta plemena Li so bila v kitajskih virih zapisana kot Lǐ (俚) »razbojniki«, ki so naseljevali obalna območja med Biserno in Rdečo reko. Politične strukture Li so bile razdeljene v številna avtonomna naselja/poglavarstva (dong 洞), ki so bila v rečnih dolinah. Knjiga Sui ugotavlja, da so se Li plemiči, ki imajo bronasti boben v vsakem dongu, imenovali dulao (都老), za kar Churchman trdi, da ima nekaj podobnosti in kulturne povezave s prejšnjim lokalnim vladajočim razredom delte Rdeče reke. Plemena Li so opisali kot divje roparske razbojnike, ki niso hoteli sprejeti cesarske oblasti in so vodili v Jiaozhou, osrčje delte Rdeče reke, od koder so Kitajci imeli za samotno, izolirano obmejno ozemlje s težko, omejeno upravo. Ker se je ljudstvu Li-Lao uspelo obdržati stran od kitajske sfere kulturnega vpliva, je pokrajina severnega Vietnama v obdobju Han-Tang doživela popolno ravnovesje med sinifikacijo in lokalizacijo. Od 6. do 7. stoletja so kitajske dinastije poskušale vojaško ukrotiti Li dong, kar je postopoma povzročilo zaton kulture Li Lao.
Pomembni učinki desetih stoletij kitajske vladavine nad severnim Vietnamom, verjetno v smislu kompleksne kulture in jezikov, so še vedno jasno opazni. Nekateri domorodni jeziki v regijah so dolgo časa uporabljali sinitsko pisavo in pisne sisteme, izpeljane iz sinitske pisave, da so predstavljali svoje jezike, kot so vietnamščina, tay in nung.
James Chamberlain verjame, da je bilo tradicionalno Vietsko kraljestvo severni osrednji Vietnam/severni Laos in ne delta Rdeče reke. Na podlagi svoje interpretacije Keitha Wellerja Taylorja, ki je preiskoval kitajska besedila (Jiu Tangshu, Xin Tangshu, Suishu, Taiping Huanyu Ji, Tongdian), Chamberlain nakazuje, da so se ljudstva Việt-Mường začela izseljevati iz osrednjega Vietnama (Jiuzhen, Rinan) v delto Rdeče reke v 7. stoletju, med dinastijo Tang, verjetno zaradi pritiska Kmerov na jugu ali Kitajcev na severu. Chamberlain špekulira, da je med uporom, ki ga je vodil Mai Thúc Loan, sin solinarske družine v provinci Hoan (danes provinca Hà Tĩnh, severni osrednji Vietnam), ki je trajal od leta 722 do 723, veliko število siniciziranih nižinskih Vietov ali pa so se Kinhi preselili proti severu. Jiu Tangshu zapisuje, da se je Mai Thúc Loan, znan tudi kot Mai Huyền Thành, imenoval za Črnega cesarja (verjetno po temni barvi polti) in da je imel 400.000 sledilcev iz 23 provinc v Annamu in drugih kraljestvih, vključno s Champa in Chenla.
Vendar pa arheogenetika dokazuje, da so bili pred obdobjem Đông Sơn prebivalci delte Rdeče reke pretežno avstroazijski: genetski podatki z grobišča Mán Bạc kulture Phùng Nguyên (iz leta 1800 pr. n. št.) so zelo blizu sodobnim govorcem avstroazijskega jezika; medtem je "mešana genetika" iz najdišča Núi Nấp kulture Đông Sơn pokazala afiniteto do "govorcev dai s Kitajske, govorcev tai-kadai iz Tajske in govorcev avstroazijskega jezika iz Vietnama, vključno s Kinhi";  zato se je »najverjetneje  vietščina širila proti jugu od RRD, ne proti severu. Upoštevanje južne raznolikosti bo zahtevalo alternativne razlage«. Michael Churchman navaja, da »odsotnost zapisov o obsežnih premikih prebivalstva kaže, da je obstajala dokaj stabilna skupina ljudi v Jiaozhi skozi obdobje Han–Tang, ki je govoril avstroazijske jezike, prednike sodobnega vietnamskega jezika«. Na budističnem napisu iz 8. stoletja iz vasi Thanh Mai, Hà Nội, je bilo 100 od 136 žensk, omenjenih v epigrafiki, mogoče identificirati kot etnične vietnamske ženske. Jezikoslovec John Phan meni, da se je razvilo lokalno narečje srednje kitajščine, imenovano anameščina srednja kitajščina, ki so jo v delti Rdeče reke govorili potomci kitajskih priseljencev, kasneje pa so ga v 9. stoletju prevzeli soobstoječi jeziki Việt-Mường. Phan identificira tri plasti kitajskih izposojenih besed v vietnamščino: najzgodnejša plast izposoje sega v dinastijo Han (približno 1. stoletje n. št.) in dinastijo Jin (približno 4. stoletje n. št.); pozna plast izposoje sega v obdobje po Tang, nedavna plast izposoje pa v čas dinastij Ming in Čing.

### Ustanovitev
Pred osamosvojitvijo v poznem 9. stoletju je območju, ki je postalo Đại Việt v severnem Vietnamu, vladala dinastija Tang kot Annan. Hribovci na zahodni meji Annana in mogočni poglavarji, kot je Lý Do Độc, so se povezali z državo Nanzhao v Junanu in se v 860. letih uprli dinastiji Tang. V treh letih so ujeli Annan in prisilili nižinske prebivalce, da so se razpršili po azilih okoli delte. Dinastija Tang se je obrnila nazaj in leta 866 premagala zavezništvo Nanzhao-staroselcev in območje preimenovala v Tĩnh Hải quân ali vojaško poveljstvo Jinghai. Vojaški upor je prisilil oblasti Tang, da so se leta 880 umaknile, medtem ko so zveste čete na lastno pobudo odšle domov.
V začetku 10. stoletja se je na delti Rdeče reke oblikoval regionalni režim, ki ga je vodila družina Khuc. Od leta 907 do 917 so kitajske dinastije Khúc Hạoja in nato Khúc Thừa Mỹ imenovale za jiedushi, guvernerja pritokov. Khúc ni poskušal ustvariti nikakršne de jure neodvisne politike. Leta 930 je sosednja država Južni Han napadla Annam in odstranila Khúce z oblasti. Leta 931 se je Dương Đình Nghệ, lokalni poglavar iz Aizhouja, uprl in hitro izrinil južni Han. Leta 937 ga je ubil Kiều Công Tiễn, vodja revanšistične frakcije, povezane z Južnim Hanom. Leta 938 je cesar Liu Gong iz Južnega Hana povedel invazijsko floto v Annam, da bi pomagal Kiều Công Tiễnu. Dương Đình Nghệjev zet Ngô Quyền, prav tako z juga, je vkorakal proti severu in ubil Kiều Công Tiễna. Nato je vodil ljudi v boj in uničil floto južnega Hana na reki Bạch Đằng.
Po porazu nad invazijo južnih Hanov se je Ngô Quyền razglasil za kralja in ustanovil novo dinastijo v citadeli Cổ Loa nad kneževino. Cổ Loajevo vplivno področje verjetno ni doseglo drugega lokalnega plemstva. Leta 944 je po njegovi smrti Ngô Quyềnov svak Dương Tam Kha (sin Dương Đình Nghệ) prevzel oblast. Klan Dương je povečal frakcijsko ločevanje tako, da je na dvor pripeljal več moških z juga. Posledično je med vladavino Tam Khaja kneževina razpadla. Ngô Quyềnova sinova Ngô Xương Văn in Ngô Xương Ngập sta leta 950 odstavila strica po materini strani in postala dvojna kralja. Leta 954 je Ngô Xương Ngập umrl. Mlajši Ngô Xương Văn je vladal kot edini kralj in devet let pozneje so ga vojskovodje ubili,  Kaos se je sprožil čez delto Rdeče reke.

### Zgodnji Đại Việt
Pojavil se je nov voditelj z imenom Đinh Bộ Lĩnh. Iz Hoa Lư sta on in njegov sin Đinh Liễn preživela dve leti v političnem in vojaškem boju ter uspela pokoriti vse vojskovodje in opozicijo. Okoli leta 967 ali 968 je Đinh Bộ Lĩnh ustanovil kraljestvo Đại Cồ Việt (大瞿越) (kar pomeni »Việt Velikega Gau(tama)«) in preselil dvor v Hoa Lư. On (vladal 968–979) je postal kralj Đại Cồ Việta in se imenoval za cesarja, medtem ko je princ Đinh Liễn postal veliki princ. Leta 973 in 975 je Đinh Bộ Lĩnh poslal dve ambasadi k dinastiji Song in vzpostavil odnose. Na pomembne položaje je bila postavljena budistična duhovščina. Kovani so bili kovanci. Ozemlja zgodnje države Việt so obsegala nižinsko porečje Rdeče reke do regije Nghệ An. Glede na napis Hoa Lư (ok. 979) je tega leta Đinh Liễn umoril svojega brata Đinh Hạng Langa, ki ga je njegov oče povišal v prestolonaslednika. Konec leta 979 sta bila tako Đinh Bộ Lĩnh kot Đinh Liễn umorjena. Ko sta izvedela novico, sta Ngô Nhật Khánh, princ stare kraljeve družine v izgnanstvu in kralj Paramesvaravarman I. iz kraljestva Champa začela pomorski napad na Hoa Lư, vendar je večji del flote prevrnil tajfun pozno v sezoni.
Kraljica Dương Vân Nga je za vodjo države postavila svojega partnerja, generala Lê Hoàna. Lê Hoànovi tekmeci so ga nato napadli, vendar so bili poraženi. Kraljica družine Dương se je odločila zamenjati družino Đinh z družino Lê iz Lê Hoàna in leta 980 prinesla krono svojega šestletnega sina Đinh Toàna (vladal 979–980) svojemu zakoncu Lê Hoànu (vladal 980 –1005). Nemiri v Đại Cồ Việtu so pritegnili pozornost dinastije Song. Leta 981 je cesar Song sprožil invazijo na Đại Cồ Việt, vendar ga je Lê Hoàn odbil. Leta 982 je napadel kraljestvo Champa, ubil chamskega kralja Paramesvaravarmana I. in uničil chamsko mesto. Kmerski napis (okoli 987) omenja, da so tistega leta nekateri vietnamski trgovci ali odposlanci prispeli v Kambodžo skozi Mekong.
Po Lê Hoànovi smrti leta 1005 je izbruhnila državljanska vojna med prestolonasledniki Lê Long Việt, Lê Long Đĩnh, Lê Long Tích in Lê Long Kính. Long Việta (vladal 1005) je umoril Long Đĩnh, medtem ko je vladal tri dni. Ko sta se brata Lê bojevala med seboj, je družina Lý - član dvornega kadeta, ki ga je vodil Lý Công Uẩn, hitro prišla na oblast. Long Đĩnh (vladal 1005–1009) je vladal kot tiranski kralj. Umrl je novembra 1009. Lý Công Uẩn se je dva dni pozneje s podporo menihov povzpel na prestol kot Lý Thái Tổ. 

### Obdobje razcveta
Cesar Lý Thái Tổ (vladal 1009–1028) je dvor preselil v zapuščeno mesto Đại La, ki je bilo prej sedež oblasti pod dinastijo Tang in ga leta 1010 preimenoval v Thăng Long. Mesto je postalo to, kar je zdaj današnji Hà Nội. Za nadzor in ohranjanje bogastva naroda je leta 1013 ustvaril sistem obdavčitve na izdelek. Njegova vladavina je bila razmeroma miroljubna, čeprav se je boril proti skupnostim Han v masivu Hà Giang in jih pokoril leta 1014. Poleg tega je postavil temelje stabilnosti vietnamske države in njegova dinastija bo kraljestvu vladala naslednjih 200 let.
Lý Thái Tổnov sin in vnuk Lý Thái Tông (vladal 1028–1053) in Lý Thánh Tông (vladal 1054–1071) sta še naprej krepila državo Việt. Začetek med vladavino Lê Hoàna je širitev Việta razširila ozemlja Việta od delte Rdeče reke v vse smeri. Vietnamci so leta 982 uničili severno prestolnico Chamov Inprapuro, leta 995, 1028, 1036, 1059 in 1060 so napadli in oropali pristaniška mesta južne Kitajske; leta 1039 so pokorili ljudstvo Nùng; vdrl v Laos leta 1045; leta 1044 in 1069 vdrl v Champo in oropal mesta Chamov ter podjarmil tri severne province Chamov Địa Lý, Ma Linh in Bố Chính. Stiki med kitajsko dinastijo Song in državo Việt so se povečali z napadi in tributarnimi misijami, kar je povzročilo kitajske kulturne vplive na vietnamsko kulturo, prvi civilni izpit po kitajskem modelu je bil uprizorjen leta 1075, kitajska pisava je bila razglašena za uradno pisavo dvora leta 1174, vietnamska demotična pisava (Chữ Nôm) pa se je pojavila v 12. stoletju.
Leta 1054 je Lý Thánh Tông spremenil ime svojega kraljestva v Đại Việt in se razglasil za cesarja. Poročil se je z navadnim dekletom po imenu Lady Ỷ Lan in rodila je prestolonaslednika Lý Càn Đứca. Leta 1072 je mladi Lý Càn Đức postal cesar Lý Nhân Tông (vladal 1072–1127), najdlje vladajoči monarh v vietnamski zgodovini. V prvih letih Lý Nhân Tônga so očetov vojskovodja Lý Thường Kiệt, stric Lý Đạo Thành in kraljica Ỷ Lan postali dvorni regenti. [81] Od leta 1070 so mejne napetosti med cesarstvom Song, lokalnimi kneževinami Tai in kraljestvom Việt prerasle v odkrito nasilje. Pozimi 1075 je Lý Thường Kiệt vodil pomorsko invazijo na južno Kitajsko. Čete Việt so pustošile po kitajskih obmejnih mestih, nato oblegle Nanning in ga zavzele en mesec kasneje. Cesar Song je konec leta 1076 poslal veliko protiinvazijo na Đại Việt, vendar je Lý Thường Kiệt uspel obraniti in premagati napredovanje Song v bitki pri reki Cầu, kjer je polovica sil Song umrla v bojih in boleznih. Lý Nhân Tông je nato ponudil mir z dinastijo Song, kasneje pa so bile vse sovražnosti končane leta 1084; Song je priznala državo Việt kot suvereno kraljestvo.[83] Po kroniki iz 14. stoletja, Đại Việt sử lược, je kmersko cesarstvo poslalo tri veleposlaništva v Đại Việt v letih 1086, 1088 in 1095. Odrasli Lý Nhân Tông je začel vladati leta 1085. Leta 1103 je premagal chamskega vladarja Džaja Indravarmana II., zgradil pagodo Dạm v Bắc Ninhu leta 1086 [86] in za svojo mater zgradil budistični tempelj, imenovan pagoda Long Đọi. leta 1121. Umrl je leta 1127. Eden od njegovih nečakov, Lý Dương Hoán, ga je nasledil in postal znan kot cesar Lý Thần Tông (vladal 1128–1138). To je pomenilo padec avtoritete družine Lý na dvoru.
Lý Thần Tông je bil okronan pod nadzorom Lê Bá Ngọca, mogočnega evnuha. Lê Bá Ngọc je posvojil sina cesarjeve matere po imenu Đỗ Anh Vũ. Med vladavino Lý Thần Tônga je Suryavarman II. iz kmerskega imperija leta 1128 napadel južna ozemlja Đại Việta. Leta 1132 se je povezal s kraljem Chamov Jayo Indravarmanom III. in za kratek čas zavzel Nghệ An ter oropal Thanh Hoá. Leta 1135 je vojvoda Đỗ Anh Vũ zbral vojsko in odbil kmerske napadalce. Potem ko so Chami leta 1137 zavrnili podporo, je Suryavarman II. opustil svoje vdore v Đại Việt in začel invazijo na kraljestvo Champa. [90] Istočasno je Lý Thần Tông začel trpeti za smrtno boleznijo, glede na napis, in je umrl v naslednjem letu, zapustil je dojenčka Lý Thiên Tộja, ki je postal cesar Lý Anh Tông (vladal 1138–1175) pod pokroviteljstvom Đỗ Anh Vũja. Potem ko je Đõ Anh Vũ umrl leta 1159, je druga mogočna osebnost Tô Hiến Thành prevzela vlogo varuha dinastije do leta 1179. Leta 1149 so javanske in siamske ladje prispele v Vân Đồn, da bi trgovale. Šesti sin Lý Anh Tônga, princ Lý Long Trát, je bil leta 1175 okronan kot Lý Cao Tông (vladal 1175–1210).
Do leta 1190 je več zunanjih klanov lahko prodrlo in se infiltriralo v kraljevo družino, kar je dodatno oslabilo avtoriteto Lý. Tri močne aristokratske družine – Đoàn, Nguyễn in Trần (potomci cesarjev Trần, kitajski emigrant iz Fudžiana) so se pojavile na dvoru in izpodbijale v imenu kraljeve družine. Leta 1210 je Lý Cao Tôngov najstarejši sin Lý Sảm postal cesar Lý Huệ Tông (vladal 1210–1224) Đại Việta. Leta 1224 je Lý Sảm za naslednico imenoval svojo drugo princeso Lý Phật Kim (cesarico Lý Chiêu Hoàng), sam pa je abdiciral in postal menih. Nazadnje je leta 1225 voditelj Trần Trần Thủ Độ sponzoriral poroko med svojim osemletnim nečakom Trần Cảnhom in Lý Chiêujem Hoàngom, kar pomeni, da bi Ly predal oblast Trầnu, in Trần Cảnh je postal cesar Trần Thái Tông iz nova dinastija Đại Việt.
Mladi Trần Thái Tông je centraliziral monarhijo, organiziral civilni izpit po kitajskem vzoru, zgradil Kraljevo akademijo in Konfucijanski tempelj, med svojo vladavino zgradil in popravil nasipe v delti. Leta 1257 je Mongolsko cesarstvo pod Möngke kanom, ki je vodil vojno za osvojitev cesarstva Song, poslal odposlance k Trần Thái Tôngu in zahteval od cesarja Đại Việta, da se predstavi mongolskemu kanu v Pekingu. Odposlanci so bili zaprti in zahteva je bila zavrnjena, približno 25.000 mongolsko-dalijskih vojakov, ki jih je vodil general Uriyangqadaï, naj napadejo Đại Việt iz Junana in nato napadejo Song iz Đại Việta. Nepripravljena je bila vojska Trần Thái Tônga potolčena v bitki pri Bình Lệ Nguyênu 17. januarja 1258. Pet dni pozneje so ujeli in oplenili Thăng Long. Mongoli so se štirinajst dni pozneje umaknili v Junan, ko se je Trần Thái Tông podredil in poslal davek Möngkeju.
Trần Thái Tôngova naslednika [fTrần Thánh Tông]] (vladal 1258–1278) in Trần Nhân Tông (vladal 1278–1293) sta še naprej pošiljala davek novi dinastiji Juan pod vodstvom Mongolov. Leta 1283 je juanski cesar Kublajkan začel invazijo na kraljestvo Champa. V začetku leta 1285 je pooblastil princa Toghona, da vodi drugo invazijo na Đại Việt, da bi kaznoval vietnamskega cesarja Trần Nhân Tônga, ker ni pomagal kampanji Juanov v Champi in ni hotel poslati davka. Kublajkan je prav tako imenoval Trần Ích Tắca, trầnskega princa, ki se ni strinjal, za marionetnega cesarja Đại Việta. Juanske sile, čeprav so sprva zavzele Thăng Long, so bile junija poražene od chamsko-vietnamskega zavezništva. [100] Leta 1288 so se odločili za tretjo in tudi največjo invazijo na Đại Việt, vendar so bili odbiti. Princ Trần Hưng Đạo je končal mongolski jarem z odločilno pomorsko zmago v bitki pri reki Bạch Đằng aprila 1288. Đại Việt je še naprej cvetel pod vladavino Trẩn Nhân Tônga in Trần Anh Tônga (vladal 1293–1314).

### Kriza 14. stoletja
Do 14. stoletja je kraljestvo Đại Việt začelo doživljati dolg propad. Prehodno desetletje (1326–36) od konca srednjeveškega toplega obdobja do obdobja male ledene dobe je vplivalo na podnebje delte Rdeče reke v ekstreme. Vremenski pojavi, kot so suša, hude poplave, pogoste nevihte, so oslabili namakalni sistem, ki je škodoval kmetijski proizvodnji, povzročil lakoto, skupaj z razširjeno nebubonsko kugo, obubožal kmete, sprožil rop in kaos. Ocenjena populacija bi lahko narasla z 1,2 milijona leta 1200 na morda 2,4 milijona leta 1340.
Trần Anh Tông je zasedel severno Champo leta 1307 in posegel v politiko Champe s poroko chamskega kralja Jaye Simhavarmana III. s sestro Trần Anh Tônga, kraljico Paramecvariin. Trần Minh Tông (vladal 1314–1329) je bil od 1320-ih do 1330-ih v sporu z ljudstvi Tai v Laosu in Sukhothaiju. Med vladavino šibkega kralja Trần Dụ Tônga (vladal 1341–1369) so notranji upori, ki so jih vodili podložniki in kmetje v 1340-ih in 1360-ih, oslabili kraljevo moč. Leta 1369 je oblast prevzel Dương Nhật Lễ, mož iz klana Dương, ker Trần Dụ Tông ni imel naslednika. V letih 1369–1370 je izbruhnila kratka krvava državljanska vojna, ki jo je vodila kraljeva družina Trần proti klanu Dương, kar je povzročilo nemir. Trần je ponovno zahteval krono in ustoličil Trần Nghệ Tônga (vladal 1370–1372), medtem ko je bil Dương Nhật Lễ odstavljen in usmrčen. Duongova kraljica mati je odšla v izgnanstvo v Champo in rotila chamskega kralja Po Binasuorja, naj ji pomaga pri maščevanju.
Kraljestvo Champa pod vodstvom Po Binasuorja (Chế Bồng Nga) je leta 1371 napadlo Đại Việt in oropalo Thăng Long. Šest let kasneje je vojska Đại Việt doživela velik poraz v bitki pri Vijayi in Trần Duệ Tông (vladal 1373–1377) ) je bil ubit. Chami so nato nadaljevali napredovanje proti severu, oblegali, oropali Hanoj štirikrat, od 1378 do 1383.  Vojna s Champo se je končala leta 1390, potem ko so vietnamske sile pod vodstvom princa Trần Khát Châna, ki je v bitki uporabil strelno orožje, ubile chamskega kralja Che Bong Nga med njegovo ofenzivo proti severu.

### Zasedba dinastije Ming in okupacija
Hồ Quý Ly (1336–1407) – minister na dvoru Trần, ki se je obupno boril proti vpadom Chamov, je zdaj postal najmočnejša osebnost v kraljestvu. Izvedel je vrsto reform, vključno z zamenjavo bakrenih kovancev z bankovci, čeprav si je kraljestvo še ni opomoglo po uničujoči vojni. Sčasoma je odstranil dinastijo Trần in aristokracijo.[112] Leta 1400 je odstavil zadnjega trầnskega cesarja in postal vladar Đại Việta. Hồ Quý Ly je postal cesar, prestolnico je preselil v Tây Đô in za kratek čas spremenil ime kraljestva v Đại Ngu (Veliko veselje/mir (大虞). Leta 1401 je odstopil in za kralja postavil svojega drugega sina Hồ Hán Thươnga (vladal 1401–1407), ki je imel trầnsko kri. Leta 1406 je cesar Jongle iz dinastije Ming v imenu obnovitve dinastije Trần napadel Đại Ngu. Slabo pripravljen vietnamski odpor Hồ Quý Lyja, ki ni dobil podpore svojega ljudstva, zlasti literatov Thăng Longa, je sesul in porazil 215.000 kitajsko vojsko, oboroženo z najnovejšo tehnologijo tistega časa. Kraljestvo Đại Ngu je postalo trinajsta provinca cesarstva Ming.
Kratkotrajna kolonialna vladavina Ming je imela travmatične posledice za kraljestvo in Vietnamce. V prizadevanju za svojo misijo sinicizacije so Ming gradili in odpirali konfucijanske šole, prepovedali stare vietnamske tradicije, kot je tetoviranje, poslali več tisoč vietnamskih učenjakov na Kitajsko, kjer so bili ponovno izobraženi v neokonfucijanskih klasikih. Nekateri od teh literatov so dramatično spremenili vietnamsko državo pod novo dinastijo Lê, ko so se vrnili v 1430-ih in služili novemu dvoru, kar je sprožilo seizmičen premik od mahajanskega budizma do konfucijanstva. Ostanki Hanoja izpred 15. stoletja, budističnega svetišča in templjev, so bili sistematično porušeni in spremenjeni v ruševine ali nič.

### Oživitev
Lê Lợi-sin kmeta iz regije Thanh Hoá je spomladi 1418 vodil upor proti kitajski okupaciji. Vodil je vojno za neodvisnost proti kolonialni vladavini Ming, ki je trajala 9 let. Njegovim uporniškim silam je ob pomoči Nguyễn Trãija–uglednega proti-Ming učenjaka–in drugih družin Thanh Hoá–Trịnh in Nguyễn uspelo zajeti in premagati več večjih trdnjav Mingov in protinapadov ter na koncu leta 1427 pregnati Kitajce nazaj na sever. Aprila 1428 je bil Lê Lợi razglašen za cesarja novega Đại Việta. Ustanovil je Hanoj kot Đông Kinh ali Vzhodno prestolnico, medtem ko je posest dinastije Lam Son postala Tây Kinh ali Zahodna prestolnica.
S svojo razglasitvijo je Lê Lợi pozval izobražene in sposobne može, naj nastopijo in služijo novi monarhiji. Stari budistični aristokrati so bili med okupacijo Ming odstranjeni in so ustvarili nov nastajajoči razred literatov. Prvič je bila ustanovljena centralizirana oblast, ki je temeljila na ustreznih zakonih. Literarni izpit je zdaj postal ključen za državo Việt, učenjaki, kot je Nguyễn Trãi, so igrali veliko vlogo na dvoru.
Lê Lợi je svojo glavno afero osredotočil na ljudstvo Tai in laoško kraljestvo Lan Xang na zahodu zaradi njihove izdaje in zavezništva z Mingi med njegovim uporom v 1420. letih. V letih 1431 in 1433 je Việt sprožil več akcij proti različnim tajskim politikam, jih podredil in severozahodno regijo vključil v Đại Việt.

### Oživljajoče kraljestvo

#### Nasledstvena kriza
Lê Lợi je umrl leta 1433. Za dediča je namesto najstarejšega Lê Tư Tềja izbral mlajšega princa Lê Nguyên Longa (Lê Thái Tông, vladal 1433–1442). Kasneje je bil Lê Tư Tề izključen iz kraljeve družine in degradiran v status meščana. Lê Thái Tông je bil star le deset let, ko je bil leta 1433 okronan. Lê Lợijevi nekdanji tovariši so se zdaj med seboj politično borili za nadzor nad dvorom. Lê Sát je svojo moč kot regent mladega cesarja uporabil za čiščenje opozicijskih frakcij. Ko je Lê Thái Tông izvedel za Le Satovo zlorabo moči, se je povezal z Lê Sátovim tekmecem, Trịnh Khảjem. Leta 1437 je bil Lê Sát aretiran in obsojen na smrt.
Leta 1439 je Lê Thái Tông sprožil kampanjo proti uporniškim tajskim vazalom na zahodu in kitajskim naseljencem v Đại Việtu. Kitajcem je ukazal, naj si skrajšajo lase in nosijo oblačila ljudstva Kinh. Ena od njegovih sester, ki je odraščala na Kitajskem, je bila prisiljena storiti samomor, saj so jo obtožili neskončnih zarot. Kasneje je imel štiri prince: najstarejšega sina Lê Nghi Dân, drugega Lê Khắc Xươnga, tretjega Lê Bang Cơ in najmlajšega Lê Hạo. Leta 1442 je cesar zaradi suma umrl po obisku družine Nguyễn Trãija. Nguyễn Trãi in njegov klan, sorodniki so bili nedolžno obsojeni na smrt.
Enoletni Lê Bang Cơ (Lê Nhân Tông, vladal 1442–1459) je prevzel prestol nekaj dni po očetovi smrti. Cesar je bil premlad in večina politične moči na dvoru je padla Lê Lợijevima nekdanjima tovarišema Trịnh Khảji in Lê Thụju, ki sta se povezala s kraljico materjo Nguyễn Thị Anh. Med sušnim obdobjem 1445–1446 so Trịnh Khả, Lê Thụ in Trịnh Khắc Phục napadli Champa in zavzeli Vijayo, kjer je bil ujet kralj Champa Maha Vijaya (vladal 1441–1446). Trịnh Khả je postavil Maha Kalija (vladal 1446–1449) za marionetnega kralja, vendar ga je tri leta pozneje Kalijev starejši brat umoril in postal kralj. Odnosi med obema kraljestvoma se sprevržejo v sovražnost. Leta 1451 je kraljica Nguyễn Thị Anh sredi kaotičnih političnih bojev ukazala usmrtiti Trịnh Khảja zaradi obtožbe zarote proti kraljevemu prestolu. Samo dva izmed Lê Lợijevih nekdanjih tovarišev, Nguyễn Xí in Đinh Liệt, sta bila še živa.
V noči pozno leta 1459 so princ Lê Nghi Dân in njegovi privrženci vdrli v palačo, zabodli njegovega polbrata in mater. Štiri dni pozneje so ga razglasili za cesarja. Nghi Dân je vladal kraljestvu 8 mesecev, nato sta nekdanja Nguyễn Xí in Đinh Liệt izvedla državni udar. Dva dni po Nghi Dânovi smrti je bil okronan najmlajši princ Lê Hạo, znan kot cesar Lê Thánh Tông (Prekipajoča vrlina)  (vladal 1460–1479).

#### Lê Thánh Tôngove reforme
V 1460-ih je Lê Thánh Tông izvedel vrsto reform, od centralizacije vlade, izgradnje prve obsežne birokracije in močnega fiskalnega sistema, institucionalizacije izobraževanja, trgovine in zakonov. Močno je zmanjšal moč tradicionalne budistične aristokracije z razredom učenjakov in literatov, kar je uvedlo kratko zlato dobo. Klasični učenjak, literatura (v nomski pisavi), znanost, glasba in kultura so se razcveteli. Hanoj se je v 15. stoletju pojavil kot središče učenja jugovzhodne Azije. Reforme Lê Thánh Tônga so pomagale povečati moč cesarja in birokratskega sistema, kar mu je omogočilo, da je mobiliziral obsežnejšo vojsko in vire, ki so prestrašili lokalno plemstvo in lahko razširili ozemlja Việta.
Da bi razširil kraljestvo, je Lê Thánh Tông v začetku leta 1471 sprožil invazijo na kraljestvo Champa, kar je prineslo uničenje civilizaciji Chamov in naredilo krnjo državo Panduranga za vazala Đại Việta. Kot odgovor na spore z Laosom zaradi Muang Phuana in slabega ravnanja z laoškim odposlancem je Lê Thánh Tông povedel močno vojsko, ki je vdrla v Laos leta 1479, oplenila Luang Phabang, ga okupirala za pet let in napredovala daleč v Zgornjo Burmo. Vietnamski izdelki, zlasti porcelan, so se prodajali po vsej jugovzhodni Aziji, na Kitajskem in tudi na sodobni vzhodnoafriški obali, na Japonskem, v Iranu in Turčiji.

### Zaton in razpad
V naslednjih nekaj desetletjih po smrti Lê Thánh Tônga leta 1497 so Đại Việt znova zajeli državljanski nemiri. Kmetijski neuspehi, hitra rast prebivalstva, korupcija in frakcionaštvo so vse skupaj dodatno obremenili kraljestvo, kar je povzročilo hiter propad. Osem šibkih kraljev Lê je za kratek čas imelo oblast. Med vladavino Lê Uy Mụca, znanega kot hudičev kralj (vladal 1505–1509), so se vneli krvavi spopadi med dvema rivalskima družinama Thanh Hoá v kadetski veji, Trịnh in Nguyễn v imenu vladajoče dinastije. Lê Tương Dực (vladal 1509–1514) je poskušal obnoviti stabilnost, a so se leta pozneje kaotični politični boji in upori vrnili. Leta 1516 je budistično-kmečki upor, ki ga je vodil Trần Cảo, vdrl v prestolnico, ubil cesarja, oropal in uničil kraljevo palačo skupaj s knjižnico. Klana Trịnh in Nguyễn sta za kratek čas prenehala sovražnost, zatrla Trần Cảoja in postavila mladega princa kot Lê Chiêu Tông (vladal 1517–1522), nato pa sta se hitro obrnila drug proti drugemu in kralja prisilila v beg.
Kaos je spodbudil Mạc Đăng Dunga, vojaškega častnika in dobro izobraženega v konfucijanskih klasikih, da se je dvignil in poskušal vzpostaviti red. Do leta 1522 je dejansko podjarmil dva vojskujoča se klana in zadušil upore, hkrati pa vzpostavil svoj klan in podpornike vladi. Leta 1527 je mladega kralja Lêja prisilil k abdikaciji in se razglasil za cesarja ter začel vladati dinastijo Mạc. Šest let pozneje sta se plemič Nguyễn Kim in Lê lojalist uprla Mạcu, ustoličila Lê Duy Ninha–potomca Lê Lợija in začela monarhijo v izgnanstvu v Laosu. Leta 1542 so se ponovno pojavili z juga, znani kot južni dvor, terjali vietnamsko krono in nasprotovali Mạcu (severnemu dvoru). Kraljestvo Việt je zapadlo v dolgo obdobje depresije, decentralizacije, kaosa in državljanskih vojn, ki so trajale tri stoletja.
Lê (pomagal jim je Nguyễn Kim) in lojalisti Mạc so se borili za ponovno pridobitev zakonite vietnamske krone. Ko je Nguyễn Kim umrl leta 1545, je moč dinastije Lê hitro padla pod diktat gospodarja Trịnh Kiểma iz družine Trịnh. Eden od sinov Nguyễn Kima, Nguyễn Hoàng, je bil imenovan za vladarja južnega dela kraljestva, s čimer je začela vladati družina Nguyễn nad Đàng Trongom.
Lojalisti Lê-Trịnha so leta 1592 pregnali Mạce iz Hanoja in jih prisilili v beg v gorato zaledje, kjer je njihova vladavina trajala do leta 1677.
Severni Đại Việt, ki ga je nadzoroval Trịnh, je bil znan kot Đàng Ngoài (Zunanje kraljestvo), medtem ko je jug, ki ga je nadzoroval Nguyễn, postal Đàng Trong (Notranje kraljestvo). Vodila sta petdesetletno državljansko vojno (1627–1673), ki se je končala neuspešno in gospoda sta podpisala mirovno pogodbo. Ta stabilna delitev je trajala do leta 1771, ko so trije bratje Tây Sơn Nguyễn Nhạc, Nguyễn Huệ in Nguyễn Lữ vodili kmečko revolucijo, ki je preglasila in strmoglavila Nguyễne, gospode Trịnh in dinastijo Le. Leta 1789 je Tây Sơn premagal intervencijo dinatije Čing, ki je skušala obnoviti dinastijo Lê. Nguyễn Nhạc je ustanovil monarhijo leta 1778 (Thái Đức), sledila sta mu njegov brat Nguyễn Huệ (cesar Quang Trung, vladal 1789–1792) in nečak Nguyễn Quang Toản (cesar Cảnh Thịnh, vladal 1792–1802), medtem ko je bil potomec lordov Nguyễn, se je Nguyễn Ánh po več letih izgnanstva na Tajskem in v Franciji vrnil v delto Mekonga. Deset let kasneje so Nguyễnovi zvesti premagali Tây Sơn in osvojili celotno kraljestvo. Nguyễn Anh je postal cesar nove enotne vietnamske države.

## Gospodarstvo
Fan Chengda (1126–1193), kitajski državnik in geograf, je leta 1176 napisal poročilo, ki opisuje srednjeveško vietnamsko gospodarstvo:
... Lokalni izdelki [Annamitov] vključujejo stvari, kot so zlato in srebro, bron, cinobarit, biseri, cowry [školjke], nosorogovi [rogovi], sloni, perje vodomca, orjaške školjke in različne aromatične snovi, pa tudi sol, lak in kapok... 
....Popotniki v južne okraje [južna Kitajska] tamkajšnje ljudi zvabijo, da služijo [v Annamu] kot sužnji in nosači. Ko pa dosežejo okrožja in naselja [Man], jih zvežejo in razprodajo. En suženj lahko prinese dva taela zlata. Okrožja in naselja se nato obrnejo in jih prodajo v Jiaozhi [Hanoj], kjer dobijo tri taele zlata. Vsako leto je nič manj kot 100.000 ljudi [razprodanih kot sužnji]. Za tiste s spretnostmi se cena zlata podvoji... 
Za razliko od južne sosede Champa je bil srednjeveški (900-1500 n. št.) Đại Việt večinoma poljedelsko kraljestvo, osredotočeno okoli delte Rdeče reke. Večina epigrafov stel, ki razpravljajo o gospodarstvu iz tega obdobja, se nanaša na melioracijo zemlje, vzdrževanje namakalnega sistema Rdeče reke, vrhunska polja, žetev in kraljevo darovanje zemlje budističnim duhovnikom. Trgovina v Đại Việtu ni bila primarno pomembna, čeprav je izvoz keramike v 15. stoletju cvetel več desetletij. Le Thanh Tong, največji cesar 15. stoletja, ki je osvojil Champa, je nekoč dejal: »Ne zavrzite korenin (kmetijstva) in sledite nepomembni trgovini/(trgovini)«, s čimer je pokazal svoje neugodne poglede na trgovino in trgovanje.
Edino pristanišče Đại Việta ob izlivu Rdeče reke – mesto Van Don – v bližini zaliva Ha Long, je veljalo za preveč oddaljeno od glavne morske poti. Podobno je Marco Polo opisal tudi Đại Việt, ki ga ni obiskal, temveč je informacije zbiral od Mongolov: »V tej deželi najdejo veliko zlata in imajo tudi veliko začimb. Vendar so tako daleč od morja, da so izdelki majhne vrednosti, zato je njihova cena nizka«. Večina jugovzhodnoazijskih in indijskih trgovskih ladij, ki so plule vzdolž vietnamske obale Južnokitajskega morja, se je pogosto ustavila v pristaniških mestih Champa, nato obšla Đại Việt in Tonkinški zaliv ter se napotila proti jugovzhodni Kitajski.
V primerjavi z bolj znanim Champa je bil Đại Việt oddaljenemu svetu malo znan do 16. stoletja s prihodom španskih in portugalskih raziskovalcev. Srednjeveški viri, kot je Ibn al-Nadimov Knjižni katalog (ok. 988), omenjajo, da je kralj Luqina ali Lukina (Đại Việt) napadel državo Sanf (Champa) leta 982.  Đại Việt je bil vključen v atlas sveta arabskega geografa Mohameda al-Idrisija – Tabula Rogeriana. V zgodnjih 1300-ih je perzijski zgodovinar Rašid al-Din na kratko opisal Đại Việt v svojih Ilkhanidskih analih kot Kafje-Guh, kar je bila izvedba mongolsko/kitajskega toponima za Đại Việt, Jiaozhiquo.

## Umetnost in religija
Budizem je prodrl v današnji Vietnam okoli 1. stoletja našega štetja, med okupacijo Han. Do 8. stoletja je mahajanski budizem postal prevladujoča vera v regiji delte Rdeče reke. Razvoj mahajanskih ver tam je nedvomno povzročil več budističnih dinastij, ki so vladale Đại Việtu. Epigrafika napisa Thanh Mai (ok. 798) nakazuje, da je bila med prebivalci Rdeče reke v obdobju Tang močno razširjena budistična sekta pod vplivom Kitajske. Budistični sveti spisi trdijo, da je leta 580 indijski menih po imenu Vinītaruci prispel v severni Vietnam in ustanovil Thiền (vietnamski Zen budizem). Leta 820 je kitajski menih po imenu Wu Yantong prispel v severni Vietnam in ustanovil drugo sekto Thiền, ki je trajala do 13. stoletja. Leta 1293 je Trần Nhân Tông osebno odprl novega patriarha Thiềna, imenovanega Trúc Lâm, ki deluje še danes.
Vietnamski budizem je dosegel vrhunec v srednjem veku. Cesar, dvor in družba so bili globoko budistični. Glede na napise Đinha Liễna Ratnaketu Dhāraṇī (ok. 973) so mahajanski budizem in nekatere elemente tantričnega budizma spodbujali cesar in kraljeva družina, ki so bili predani budisti. Na teh stebrih so bile skupaj s prinčevim govorom vpisane mahajanske sutre. Vendar pa je napis Lê Đại Hành (okoli 995) omenjal Thiền budizem kot kraljevsko vero. Do zgodnjega 11. stoletja so mahajano, hinduizem, ljudska verovanja in duhovno čaščenje združili in oblikovali v novo vero vladarji Lý, ki so pogosto izvajali budistične obrede, krvne prisege in molili za duhovna božanstva. Ta sinkretična religija, ki jo je Taylor poimenoval »religija dinastije Lý«, zajema združevanje čaščenja budizma, indijskih budističnih božanstev Indre in Brahme ter ljudske legende Cham Lady Po Nagar. Vera dinastije Lý je bila kasneje absorbirana v vietnamsko ljudsko vero. Cesarji so v letih 1016, 1057 in 1134 zgradili templje in kipe, občutljive za Indro in Brahmo, skupaj s templji za vietnamske legende. Na pogrebu so po budistični tradiciji cesarjevo truplo položili na grmado, da bi jo zažgali. Na glavne značilnosti vietnamskih budistov so v veliki meri vplivali kitajski čan budisti. Tempeljski napis iz leta 1226 v Hanoju opisuje vietnamski budistični oltar: »Kip Bude je obdajala Apsara, ena od hindujskih vodnih in oblačnih nimf, ter Bodhisatva s stisnjeno pestjo. Pred oltarjem so stali kipi Varuha Darme ob strani Mỹ Âma, kralja Gandharv, mitskih glasbenikov, mož Apsar in Kauṇḍinya, Budinega vodilnega zgodnjega učenca.«
Budistična sangha, ki jo je sponzorirala kraljeva družina, je imela v lasti večino kmetijskih zemljišč in bogastvo kraljevine. Stela, postavljena leta 1209, poroča, da je kraljeva družina podarila 126 hektarjev zemlje za pagodo. Vietnamski budistični tempelj je pogosto sestavljen iz templja, zgrajenega iz lesa, in pagod / stup iz opeke ali granitnih skal. Budistična umetnost Việt ima predvsem podobnosti z umetnostjo Cham, zlasti pri skulpturah. Skulptura zmajevega lista bodhi simbolizira cesarja, medtem ko feniksov list bodhi predstavlja kraljico. Budizem je oblikoval družbo in zakone med dinastijo Lý Đại Việt. Princi in cesarji so bili vzgojeni v budističnih samostanih in pri menihih. Ustanovljena je bila budistična arhatska skupščina, ki je zakonodajno uredila samostanske in tempeljske zadeve, ki so ustvarile razmeroma tolerantne zakone. 
Vietnamski budizem je nazadoval v 15. stoletju zaradi protibudistične agende kitajskega neokonfucijanstva Ming in poznejšega zmanjševanja pomena budizma, ki so ga imeli monarhi, vendar je bil oživljen v 16.–18. stoletju, ko so prizadevanja kraljeve družine za obnovitev vloge budizma v družbi v danes večinsko budistični državi Vietnama. Na jugu se je po zaslugi prizadevanj kitajskega meniha Shiliana Dašana v letih 1694–1695 celotna družina Nguyễn spreobrnila iz sekularizma v budizem. Nguyễn je prav tako vključil lokalna chamska božanstva v južni vietnamski budizem. Đình – vaški templji – vztrajajo od 15. stoletja in so središče vaške uprave in prepovedanih budističnih kultov in lokalnih božanstev.
- Vietnamski budistični templji
- Stupa Bình Sơn, Vĩnh Phúc, zgrajena okoli leta 1200.
- Stupa Phổ Minh, zgrajena pribl. 1262[85]
- Pagoda enega stebra. Okoli leta 1050 jo je zgradil cesar Lý Thái Tông,[86] uničena 1952.
- Stupa iz 14. stoletja v džungli Quảng Ninha.
- Stupa Bảo Nghiêm v templju Bút Tháp, zgrajena ok. 1647.[87]
- Stupa pagode Trấn Quốc, ok. 1615.[88]
- Pagoda nebeške gospe, c. 1590.

## Zemljevidi
- Đại Việt med dinastijo Đinh (modra, zgoraj desno)
- Đại Việt med dinastijo Lý leta 1100
- Đại Việt med dinastijo Trần (1225–1400) in dinastijo Hồ (1400–1407)
- Đại Việt med vladavino Lê Thánh Tônga ok. 1480
- Đại Việt c. 1540
- Đại Việt (Annam) z Mạc (zeleno) in Lê-Nguyễn-Trịnh (modro) c. 1570
- Đại Việt c. 1650
- Đại Việt med dinastijo Tây Sơn